# デイヴィッド・ベニオフ
デイヴィッド・ベニオフ（David Benioff、1970年9月25日 - ）は、アメリカ合衆国の脚本家・小説家・ディレクター・プロデューサー。ドラマシリーズ『ゲーム・オブ・スローンズ』の共同プロデューサーおよびショーランナーの一人である。映画『25時』の原作・脚色、『トロイ』の脚本なども手掛けた。『ゲーム・オブ・スローンズ』により数々のプライムタイム・エミー賞を受賞している。

## プロフィール
ニューヨーク出身のユダヤ系。本名はデイヴィッド・フリードマン（David Friedman）。ベニオフは母親の旧姓である。ダートマス大学を卒業、カリフォルニア大学アーバイン校で文学の修士を取得している。
『25時』で評価を得るまでは、クラブの用心棒や高校の教師として働いていた。映画化される際に監督にスパイク・リー、主演にエドワード・ノートンを指名した。2004年には『トロイ』を書き上げ、2005年10月21日に公開された。同年公開の『ステイ』ではマーク・フォースターを監督に、俳優にはユアン・マクレガーとナオミ・ワッツを起用している。カーレド・ホッセイニの小説『カイト・ランナー』を映画化した『君のためなら千回でも』では再びマーク・フォースター監督と組んでいる。
2009年には『ウルヴァリン:X-MEN ZERO』の脚本も手がけた。
2011年から2019年まではTVシリーズ『ゲーム・オブ・スローンズ』をD・B・ワイスと共に製作している。二人は共同で大部分のエピソードの脚本を書き、いくつかのエピソードの監督も担当している。2015年と2016年にはワイスとともにプライムタイム・エミー賞脚本賞ドラマシリーズ部門と作品賞ドラマシリーズ部門を連続して受賞している。2018年にも同賞作品賞ドラマシリーズ部門を受賞している。
2014年4月10日、ワイスと共同でスティーヴン・ハンターの小説『ダーティーホワイトボーイズ』の映画化の製作、脚本、監督を務めることが発表された。
2017年7月19日、ワイスとベニオフが『ゲーム・オブ・スローンズ』終了後にHBOでドラマシリーズConfederateを製作すると発表された。
2018年2月6日、ウォルト・ディズニー・プロダクションはワイスとベニオフが、やはり『ゲーム・オブ・スローンズ』終了後に『スターウォーズ』の新シリーズを製作すると発表したが、2019年10月に離脱した。
2020年9月1日、ワイスと共に『三体』に基づくドラマシリーズをNetflixで製作することが発表された。

### 家族
2006年9月に女優のアマンダ・ピートと結婚。2007年2月20日には長女が、2010年4月19日には次女が誕生している。
彼の父親はゴールドマンサックスの社長を務めた。
また、遠戚にセールスフォースの創業者であるマーク・ベニオフがいる。

## 著作
- The 25th Hour （プライム（英語版）、2002年1月（再発行版））
  - 『25時』（新潮社、2001年8月、田口俊樹 訳）
- When the Nines Roll Over (and Other Stories) （ヴァイキングプレス（英語版）、2004年8月）
  - 『99999（ナインズ）』（新潮社、2006年4月、田口俊樹 訳）
- City of Thieves （ヴァイキングプレス、2008年5月）
  - 『卵をめぐる祖父の戦争』（早川書房、2010年8月、田口俊樹 訳） 「Twitter文学賞　ツイートで選ぶ2010年ホントに面白かった小説」3位[8]。

## 脚本作品
- 25時 25th Hour (2002)
- トロイ Troy (2004)
- ステイ Stay (2005)
- 君のためなら千回でも The Kite Runner (2007)
- ウルヴァリン:X-MEN ZERO X-Men Origins: Wolverine (2009)
- マイ・ブラザー Brothers (2009)
- ゲーム・オブ・スローンズ Game of Thrones (2011 - 2019) テレビシリーズ
- フィラデルフィアは今日も晴れ It's Always Sunny in Philadelphia (2013) テレビシリーズ
- ジェミニマン Gemini Man (2019)